# میلنیوم پالاس
میلنیوم پالاس (انگلیسی: Millennium Palace) ساختمان مسکونی ۴۵ طبقه مستقر در شهر بالناریو کامبوریو، برزیل است، که در سال ۲۰۱۴ احداث گردید.